# Diddo Diddens
Diddo Diddens (22 de abril de 1917 - 27 de setembro de 1997) foi um oficial alemão que serviu no Deutsches Heer durante a Segunda Guerra Mundial. Foi condecorado com a Cruz de Cavaleiro da Cruz de Ferro com Folhas de Carvalho.

## Condecorações
| Cruz de Ferro (1939) 2ª Classe                                   | 19 de agosto de 1941   |
| Cruz de Ferro (1939) 1ª Classe                                   | 2 de outubro de 1941   |
| Distintivo de Feridos (1939) em Preto                            | 18 de junho de 1942    |
| Distintivo de Feridos (1939) em Prata                            | 23 de junho de 1944    |
| Distintivo de Feridos (1939) em Ouro                             | 17 de dezembro de 1944 |
| Distintivo geral de assalto                                      |                        |
| Medalha da Frente Orietnal                                       |                        |
| Cruz de Cavaleiro da Cruz de Ferro                               | 18 de março de 1942    |
| Cruz de Cavaleiro da Cruz de Ferro com Folhas de Carvalho nº 501 | 15 de junho de 1944    |
| Mencionado na Wehrmachtbericht                                   | 27 de abril de 1944    |